# Cen X-3
Centaurus X-3 (4U 1118-60) é um pulsar de raios-X com um período de 4,84 segundos. Foi o primeiro pulsar de raios-X de ser descoberto, e a terceira fonte de raios-X de ser descoberta na constelação Centaurus. É considerado uma estrela de nêutrons.

## História
Centaurus X-3 foi primeiramente observado durante as experiências de cósmica de raios-X feita em 18 de maio de 1967. Estes primeiros raios-X espectro e localização medições foram realizados utilizando um foguete sounding .
As medições de fontes de raio-x, incluindo uma variável na Fonte Centaurushodil G., Hans Mark, R. Rodrigues, F. Seward, CD Swift, WA Hiltner, George e Edward J. Mannery Wallerstein, Physical. Para 1971, novas observações foram realizadas com o Uhuru. Estas observações foram encontrados para pulsátil com um período médio de 4,84 segundos, com uma variação no período de 0,02 segundos. Mais tarde, tornou-se claro que o período que seguiu uma variação 2,09 dias curva em torno do sinusoidais 4,84 segundo período. Estas variações na hora de chegada dos pulsos foram atribuídas à efeito Doppler causado pelo movimento orbital da fonte, e foram, por conseguinte, elementos de prova para o binário natureza da Centaurus X-3.

## Sistema
Centaurus X-3 está localizado no plano galáctico cerca de 8 kiloparsecs de distância, no sentido da direcção do braço espiral de Carina. Tem 20,5 massas solares e com um raio de 11,8 raios solares; o componente de raios-X é uma massa compacta de um Sol degenere objeto, sob a forma de uma rotativas magnetizadas estrela de nêutrons.
A emissão de raios-X é alimentada pela acreção de matéria. O gás superlotados provavelmente faz um disco de acreção e, em última instância espirais para o interior e cai sobre a estrela de nêutrons, liberando uma enorme força gravitacional.
A estrela de nêutrons é regularmente eclipsado pelo seu companheiro gigante cada 2,09 dias; estes regular de raios-X de eclipses passado aproximadamente 1 / 4 do período orbital. Há também esporádicos de raios-X off durações.

## Outros pulsares
- PSR 1919+21
- PSR 1913+16 - 1º pulsar binário a ser descoberto
- PSR B1937+21
- SAX J1808.4-3658
- PSR B1257+12 - 1º pulsar com planeta a ser descoberto
- PSR J0737−3039
- SGR 1806-20
- PSR J1748-2446ad - pulsar com rotação mais rápida